# Küman
Küman è un comune dell'Azerbaigian situato nel distretto di Lerik. Conta una popolazione di 186 abitanti.